# 伊格鲁埃拉斯
伊格鲁埃拉斯，是西班牙巴伦西亚自治区巴伦西亚省的一个市镇。总面积19平方公里，总人口537人（2001年），人口密度28人/平方公里。